# تباه‌شناسی سیاسی
پانرولوژی سیاسی (انگلیسی: Political ponerology)، مفهومی هست که توسط آندژی لوباچفسکی، روانپزشک لهستانی متداول شد. در دید لوباچفسکی، با استفاده از رشته‌های مختلف روانشناسی، جامعه‌شناسی، فلسفه و تاریخ، میتوان  علت پدیده‌هایی مانند جنگ‌های تهاجمی، پاکسازی نژادی، نسل‌کشی و خود‌کامگی را توضیح داد.

## آندژی لوباچفسکی و تحقیقات اولیه
در طول جنگ‌ جهانی دوم، لوباچفسکی در ارتش میهنی فعالیت می‌کرد که یک سازمان زیرزمینی مقاومت لهستان بود. او پس از جنگ در دانشگاه یاگیلونیا و زیر نظر ادوارد برژیسکی، استاد روانشناسی، تحصیل کرد.  دوره دانشگاهی برژینسکی، آخرین دوره‌ای بود که از ایدئولوژی و سانسور حکومت کمونیستی شوروی به دور مانده بود و پس از آن روان‌پزشکی صرفا به مفاهیم پاولفی محدود، و مطالعه ژنتیک و پدیده جامعه ستیزی ممنوع شد.

## واژه‌‌شناسی
لوباچفسکی از واژه «تباه‌شناسی» (پانرولوژی_ponerology) استفاده کرد. این واژه برگرفته از واژه یونانی «پانروس» (poneros) بود که برای شاخه‌ای‌ از الهیات مرتبط با مطالعه شر و پلیدی به کار می‌رفت. 